# 肯定句
肯定句(Affirmative sentence)，是文法中，表達肯定的句子。而句裡帶有"是"，代表含意為"真"，或相關表達肯定意思的詞語，必定為肯定句。在中文裡，雙重否定句即肯定句一種。

## 中文
舉例：
- 這次考試是非常重要的。
- 這是一張桌子。
- 他必須要馬上抵達那裏。
- 我喜歡吃蘋果。

## 英文
- That is a chair.
- He must arrive there on time.
- I must do my homework